# Fedeleșoiu (okręg Ardżesz)
Fedeleșoiu – wieś w Rumunii, w okręgu Ardżesz, w gminie Ciomăgești. W 2011 roku liczyła 65 mieszkańców.